# Niedersächsisches Landeseisenbahnamt
Das Niedersächsische Landeseisenbahnamt (NLEA) war eine zentrale Behörde, die den Betrieb zahlreicher Eisenbahnen, meist ehemaliger Kleinbahnen, im Land Niedersachsen führte. Dabei handelte es sich überwiegend um solche, an denen das Land finanziell beteiligt war.

## Geschichte
Wie in den meisten preußischen Provinzen entstanden nach der Einführung des preußischen Kleinbahn-Gesetzes 1892 zahlreiche Kleinbahnen auch in der Provinz Hannover. Diese beteiligte sich anfangs nicht finanziell am Bahnbau, musste sich aber auf Verlangen des Staates später doch entsprechend engagieren. Die Provinzialverwaltung sah es aber von Anfang an als ihre Aufgabe an, die zahlreichen Kleinbahnprojekte zu koordinieren und bei ihrer Realisierung zu unterstützen. Zu diesem Zweck gründete sie schon am 1. April 1896 ein eigenes Kleinbahnbüro. Daraus entstand im Jahre 1904 eine selbständige Kleinbahnabteilung des Landesdirektoriums der Provinz, die im Jahre 1914 schon 22 nebenbahnähnliche Kleinbahnen mit einer Streckenlänge von insgesamt 976 km betreute, von denen die Hälfte schmalspurig war.
Zum 1. Januar 1922 wurde die Kleinbahnabteilung in das Landeskleinbahnamt (LKA) umgewandelt, das nach und nach die Betriebsführung der bisher weitgehend selbständigen Bahnen übernahm.
In den Krisenzeiten nach dem Ersten Weltkrieg – als die ersten Strecken aus wirtschaftlichen Gründen stillgelegt werden mussten – förderte das LKA erfolgreich die Einführung des Dieselbetriebs und vor allem die Beschaffung von mit der Waggonfabrik Wismar entwickelten Schienenbussen „Typ Hannover“, die der oft geringen Nachfrage im Personenverkehr auf den Kleinbahnlinien angepasst waren.
Nachdem einige Kleinbahnen in Eisenbahnen umgewandelt waren, wurde das LKA 1940 in Landeseisenbahnamt, 1947 dann in Niedersächsisches Landeseisenbahnamt (NLEA) umbenannt. Die zeitweise geplante Zusammenfassung aller Privatbahnen zu einer Landesbahn wurde nicht weiter verfolgt. Vereinheitlicht wurde aber 1950 die Kennzeichnung von Fahrzeugen, so dass jede Ordnungsnummer nur einmal vorhanden war und auch die Spurweite und die Bauart erkennbar waren. Am 1. April 1957 wurde das Kleinbahngesetz durch ein Gesetz über Eisenbahnen und Bergbahnen ersetzt. Nachdem die Zahl und Bedeutung der vom NLEA verwalteten Bahnen ständig zurückgangen war, löste das Land Niedersachsen sein Landeseisenbahnamt im Jahre 1959 auf.
Die Betriebsführung von Eisenbahnen sah man nicht mehr als eine Staatsaufgabe an. Sie sollte daher privaten Eisenbahnen übertragen werden, die durch ihre Größe dazu befähigt waren, konkret auf die Osthannoversche Eisenbahnen AG und die Bentheimer Eisenbahn AG für den Ost- bzw. Westteil des Landes. Einige Bahnunternehmungen zogen es allerdings vor, die Betriebsführung selbst durchzuführen.
Als Folge der Bahnreform 1993 wurde 1993 eine Landes-Eisenbahn-Aufsicht neu gegründet, die die Aufsicht für alle niedersächsischen nichtbundeseigenen Eisenbahnen übernommen hat. 1996 kam noch die Landesnahverkehrsgesellschaft Niedersachsen hinzu, die einen eigenen Fahrzeugpool für den Nahverkehr in Niedersachsen aufgebaut hat und an Bahnbetreiber vermietet.

## Verwaltete Bahnen
- Ankum-Bersenbrücker Eisenbahn (1933–1959)
- Bleckeder Kreisbahn (1921–1944)
- Bremervörde-Osterholzer Eisenbahn (1923–1959)
- Butjadinger Bahn (1952–1956)
- Kleinbahn Buxtehude–Harsefeld (1928–1959)
- Delmenhorst-Harpstedter Eisenbahn (1922–1959)
- Gartetalbahn Göttingen–Duderstadt (1938–1959)
- Kleinbahn Farge–Wulsdorf GmbH (1922–1959)
- Kleinbahn Gittelde-Grund GmbH (1924–1959)
- Kleinbahn Hoya–Syke–Asendorf (1924–1959)
- Kleinbahn Ihrhove–Westrhauderfehn (1947–1959)
- Kleinbahn Lüchow–Schmarsau (1932–1959)
- Kleinbahn Lüneburg–Soltau (1923–1944)
- Kleinbahn Neuhaus-Brahlstorf (1923–1945)
- Kleinbahn Soltau–Neuenkirchen (1923–1944)
- Kleinbahn Winsen–Evendorf–Hützel (1933–1944)
- Kleinbahn Winsen–Niedermarschacht (1933–1944)
- Kreisbahn Emden–Pewsum–Greetsiel (1933–1959)
- Kleinbahn Leer–Aurich–Wittmund (1931–1959)
- St. Andreasberger Kleinbahn (1922–1959)
- Steinhuder Meer-Bahn (1923–1959)
- Verden-Walsroder Eisenbahn (1925–1959)
- Wilstedt-Zeven-Tostedter Eisenbahn (1934–1959)